# (22046) 1999 XU211
1999 أكس يو 211 (ويعرف أيضًا باسم (22046) 1999 أكس يو 211 وفق تسمية الكوكب الصغير) (بالإنجليزية: 1999 XU211)‏ هو كويكب ضمن حزام الكويكبات؛ وترتيبه 22046 من حيث الاكتشاف.
اكتُشف هذا الجُرم الفلكي بواسطة بحث لنكولن عن الكويكبات القريبة من الأرض في 13 ديسمبر 1999.

## وصلات خارجية
- (22046) 1999 XU211 في قاعدة بيانات مختبر الدفع النفاث لأجرام النظام الشمسي الصغيرة

- الاكتشاف · مخطط المدار ·  العناصر المدارية · المعلمات المادية

- (22046) 1999 XU211 على موقع ويكي سكاي: DSS2, SDSS, GALEX, IRAS, Hydrogen α, X-Ray, Astrophoto, Sky Map, Articles and images